# Nils Dencker
Nils Jonas Dencker (* 14. Dezember 1953 in Lund) ist ein schwedischer Mathematiker, der sich mit partiellen Differentialgleichungen beschäftigt.
Dencker promoviert 1981 an der Universität Lund bei Lars Hörmander. Als Post-Doc war er 1981 bis 1983 Moore-Instructor am Massachusetts Institute of Technology und war danach Professor an der Universität Lund.
Er ist Vorsitzender der schwedischen mathematischen Gesellschaft (2008). 2003 erhielt er den Gaarding-Preis.
2005 erhielt er den Clay Research Award für seine vollständige Lösung einer Vermutung von François Treves und Louis Nirenberg aus dem Jahr 1970, die eine notwendige und hinreichende Bedingung (genannt Bedingung „{\displaystyle \Psi }“)  geometrischer Art dafür liefert, dass ein Pseudodifferentialoperator vom Haupttyp lokal lösbar ist. Die Notwendigkeit der Bedingung wurde schon vorher durch R. Moyer (1978) und Hörmander (1981) bewiesen. Der Beweis von Dencker liefert auch eine Erklärung für die damals überraschende Entdeckung von Hans Lewy (Beispiel von Lewy, 1957) eines linearen partiellen Differentialoperators, der nicht lokal lösbar im Sinn der obigen Vermutung ist.
Dencker untersuchte auch die Ausbreitung vektorwertiger Singularitäten partieller Differentialgleichungen (mit Anwendungen zum Beispiel bei der Doppelbrechung von polarisiertem Licht).
2008 war er Gastredner auf dem Europäischen Mathematikerkongress in Amsterdam (The solvability of differential equations). 2010 war er Gastredner auf dem Internationalen Mathematikerkongress in Hyderabad (The solvability of differential equations). Er ist Fellow der American Mathematical Society und Mitglied der Königlich Schwedischen Akademie der Wissenschaften.